# 大宮庫吉
大宮 庫吉（おおみや くらきち 1886年（明治19年）4月1日 - 1972年（昭和47年）1月19日）は、大正・昭和時代の日本の実業家。寳酒造を日本有数の酒造会社にした宝酒造中興の祖。愛媛県宇和島市出身。

## 経歴・人物
- 1886年（明治19年）4月1日、市内竪新町の井上宇兵衛の三男として生まれ、市内丸穂の大宮家養嗣子となる。
- 1907年（明治40年）、宇和島の日本酒精株式会社に入る。
- 日本で最初に新式焼酎（甲類焼酎）の商品化に成功。商品名「日の本焼酎」
- 1916年（大正5年）、京都伏見の四方合名会社に招聘され入社、新式焼酎の製造を行う。「宝焼酎」
- 1925年（大正14年）、四方合名は株式会社に改組、社名は商標を冠し、寳酒造株式会社となる。
- 1945年（昭和20年）、社長に就任。
- 1951年（昭和26年）、会長に就任。
- 1969年（昭和44年）、宇和島市名誉市民称号を受章
- 1972年（昭和47年）1月19日、京都の自宅にて逝去。85歳没。

## エピソード
- 1957年（昭和32年）に宇和島市公会堂が建設された際、巨額の寄附を行い、同公会堂は大宮ホールと呼ばれ市民に親しまれたが、1985年（昭和60年）に閉館された[1]。宇和島市内の和霊公園には銅像が立てられている[1]。